# Rudolf Sievers

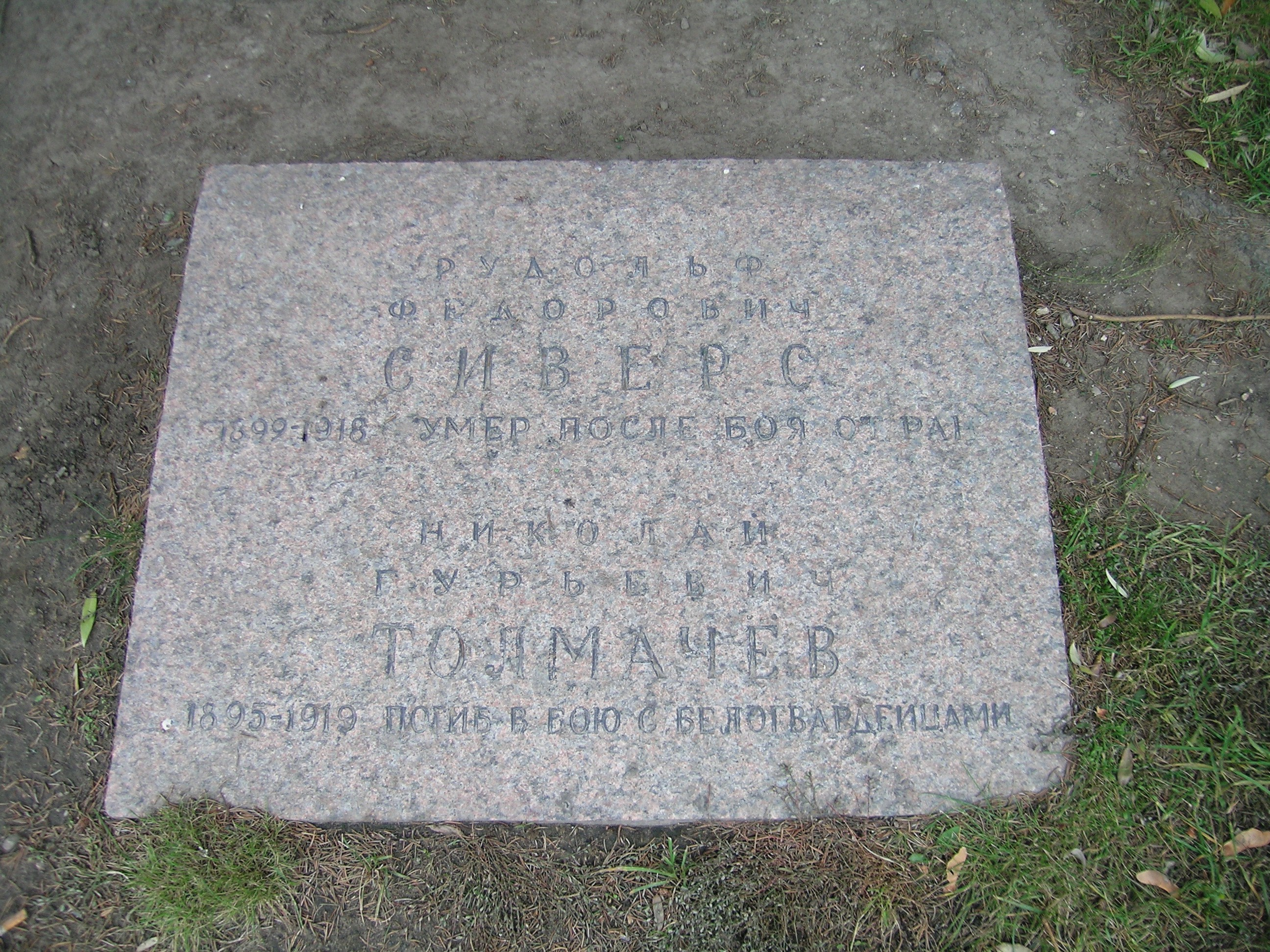
Lápida Rudolf Fiódorovich Sievers

Rudolf Fiódorovich Sievers (San Petersburgo, 11 de noviembrejul./ 23 de noviembre de 1892greg.-Moscú, 8 de diciembre de 1918) fue un revolucionario bolchevique.
Perteneciente a una familia burguesa descendiente de un linaje con título condal que entró al servicio de los zares rusos a inicios del siglo XVIII, de origen danés, sueco, frisón, holandés o alemán. En 1914, se graduó de la escuela secundaria y entró a trabajar en una empresa que fabricaba implementos médicos para el ejército imperial. Pasados solo dos años, adquirió un rango importante en la empresa y entabló contacto con personal médico de hospitales militares, tropas, funcionarios ferroviarios y conductores de camiones militares. Ahí conoció a una enfermera once años mayor, Evprakia Pávlovna Rumyántseva, quien trabajaba en el más importante hospital del ejército en Gátchina y que acabaría siendo su esposa.
Durante 1916, fue movilizado en la escuela militar, alcanzando el grado de suboficial. Se integró al 436.º regimiento de Nóvaya Ládoga, región donde tenían fuerte influencia las ideas bolcheviques. Bien conectado, era amigo de la baronesa de von Wikhorst, Adel Aleksándrovna Krýmova, y su primo del ministro de bienes imperiales. En 1917, se unió a los bolcheviques y formó parte del círculo íntimo de Vladímir Lenin, ganando influencia en el Sóviet de Petrogrado gracias a la ayuda de León Trotski, comandando la artillería, fortalezas, colocadores de minas submarinas y trenes blindados de la ciudad. Temiendo su influencia, en julio de 1917 se le ofreció la medalla de la Orden de San Jorge, pidiéndole que se dirigiera a Pskov, donde el Gobierno Provisional Ruso lo arresto.
Rápidamente liberado por sus camaradas, inició su carrera militar al mando de la Escuadra Volante Septentrional. Capturó la sede del Estado Mayor del ejército ruso, en Pskov, incluyendo al general Nikolái Nikoláievich Dujonin (1876-1917), quien fue despedazado por su tropa. También derrotó en las colinas de Púlkovo a las tropas de Nikolái Yudénich (1962-1933) en febrero de 1918. Expulsó a los alemanes de Járkov, Taganrog y Rostov del Don. En el Donbás venció a nacionalistas ucranianos y los blancos de los generales Vladímir Mai-Mayevski (1868-1920) y Alekséi Kaledín (1861-1918). Durante estos combates fue herido el 15 de noviembre, falleciendo por sus heridas en Moscú, donde recibía tratamiento médico.